# Etolin
Etolin és una illa de l'Arxipèlag Alexander, al sud-est d'Alaska. Es troba entre l'illa del Príncep de Gal·les, a l'oest, i l'Alaska continental, a l'est. Es troba al sud-oest de l'illa de Wrangell.

## Història
Va ser cartografiada per primera vegada el 1793 per James Johnstone, un dels oficials de George Vancouver durant la seva expedició de 1791 a 1795. Només va traçar les seves costes sud-oest i est, sense adonar-se que era una illa. Inicialment va ser anomenada illa de duc de York però va ser rebatejada pels Estats Units després de la compra d'Alaska. Porta el nom d'Adolf Etolin, administrador colonial de l'Amèrica russa entre 1840 i 1845.

## Geografia
L'illa té una longitud de 48 quilòmetres de llargada i entre 16 i 35 quilòmetres d'amplada, amb una superfície terrestre de 878,08 km², la qual cosa la converteix en la 24a illa més gran dels Estats Units. El seu punt més elevat se situa a 1.204 msnm.Segons el cens del 2000 tenia 15 persones. Hi ha una població d'ants introduïda. Tota l'illa es troba dins dels límits del Bosc Nacional de Tongass.